# Flaggans dag

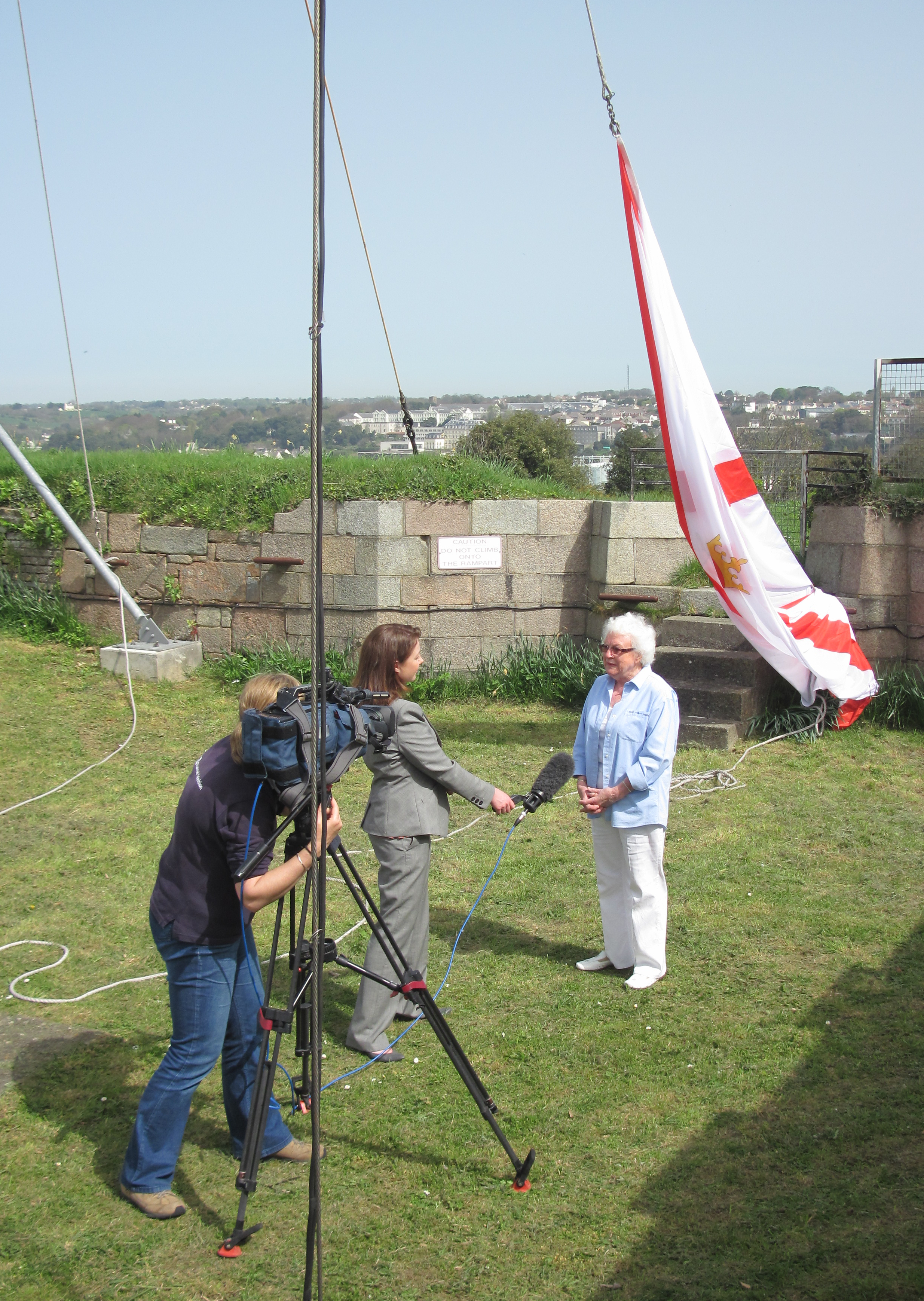
Flaggans sag firas på Jersey

Flaggans dag kan man kalla den dag om året då ett lands flagga särskilt firas. Begreppet skall inte förväxlas med flaggdagar, av vilka det finns flera varje år, även om flaggans dag av naturligt insedda skäl alltid är en av flaggdagarna.
I Sverige firas svenska flaggans dag den 6 juni (samma dag som nationaldagen), i Finland firas Finlands flaggas dag på midsommardagen, i Brasilien firas flaggans dag (Dia da Bandeira) den 19 november och i USA firas USA:s flaggas dag (Flag day) den 14 juni.